# Uruburetama (microregio)
Uruburetama is een van de 33 microregio's van de Braziliaanse deelstaat Ceará. Zij ligt in de mesoregio Norte Cearense en grenst aan de mesoregio Noroeste Cearense in het westen en de microregio's Itapipoca in het noorden en noordoosten en Médio Curu in het oosten en zuiden. De microregio heeft een oppervlakte van ca. 1056 km². Midden 2004 werd het inwoneraantal geschat op 93.544.
Vier gemeenten behoren tot deze microregio:
- Itapajé
- Tururu
- Umirim
- Uruburetama

Mesoregio's: Centro-Sul Cearense · Jaguaribe · Metropolitana de Fortaleza · Noroeste Cearense · Norte Cearense · Sertões Cearenses · Sul Cearense

Microregio's: Baixo Curu · Baixo Jaguaribe · Barro · Baturité · Brejo Santo · Canindé · Cariri · Caririaçu · Cascavel · Chapada do Araripe · Chorozinho · Coreaú · Fortaleza · Ibiapaba · Iguatu · Ipu · Itapipoca · Lavras da Mangabeira · Litoral de Aracati · Litoral de Camocim e Acaraú · Médio Curu · Médio Jaguaribe · Meruoca · Pacajus · Santa Quitéria · Serra do Pereiro · Sertão de Crateús · Sertão de Inhamuns · Sertão de Quixeramobim · Sertão de Senador Pompeu · Sobral · Uruburetama · Várzea Alegre